# Râul Turburea, Gilort
Râul Tulburea este un afluent al râului Gilort.